# Lewometorfan
Lewometorfan – organiczny związek chemiczny, eter metylowy leworfanolu, syntetyczny środek przeciwbólowy działający agonistycznie na receptory opioidowe (działanie około dwa razy słabsze od morfiny).

Przeczytaj ostrzeżenie dotyczące informacji medycznych i pokrewnych zamieszczonych w Wikipedii.